# عبدالصمد خرمشاهی
عبدالصمد خرمشاهی (زاده ۱۳۲۸ در قزوین)، فعال حقوق بشر، حقوق‌دان و وکیل دادگستری ایرانی است.

## زندگی
عبدالصمد خرمشاهی زاده ۱۳۲۸ ساوه است. او فارغ‌التحصیل رشته قضائی از دانشکده حقوق و علوم سیاسی دانشگاه تهران در سال ۱۳۵۲ می‌باشد.
او در سال‌های اخیر وکیل متهمان به قتل در برخی پرونده‌های جنجالی بوده است که می‌توان به این موارد اشاره کرد: فاطمه مطیع، افسانه نوروزی، کبری رحمانپور، شهلا جاهد، دلارا دارابی، ریحانه جباری، نازنین تشکری، فاطمه حقیقت پژوه و آرمان عبدالعالی.
وکالت در خانوادهٔ او موروثی است به طوریکه چهار نسل از خانواده سابقه وکالت دادگستری دارند. بعنوان مثال پدر وی جمعاً ۵۵ سال سابقه قضاوت و وکالت داشته و در حال حاضر سه تن از فرزندان وی نیز وکیل می‌باشند.